# Edith Klestilová
Edith Klestilová (rozená Wielander; 13. listopadu 1932 Vídeň – 29. března 2011 Vídeň) byla rakouská politička a bývalá první dáma Rakouska, jakožto první manželka Thomase Klestila, desátého rakouského prezidenta.

## Život
Narodila se ve Vídni jako jediné dítě poštovního úředníka Leopolda Wielandera a jeho ženy Rosy. Dne 8. června 1957 se provdala za Thomase Klestila, kterého poznala, když jim oběma bylo 17 let. Vzdala se svého zaměstnání, aby mohla podporovat manželovu kariéru diplomata, a doprovázela ho do Paříže a Los Angeles. Když byl její manžel v roce 1992 zvolen spolkovým prezidentem, stala se první dámou Rakouska. O dva roky později vyšlo najevo, že prezident měl milostný poměr s mnohem mladší diplomatkou Margot Löfflerovou. V únoru 1994 svého manžela opustila a v září 1998 se rozvedli. Thomas Klestil se o tři měsíce později oženil s Löfflerovou.
Když Thomas Klestil 6. července 2004 ve funkci zemřel, společně se svými dětmi se zúčastnila pohřebního obřadu ve vídeňské katedrále sv. Štěpána.
Dne 4. dubna 2011 bylo oznámeno, že o několik dní dříve zemřela ve Vídni na rakovinu.